# Grabo (Jessen)
Grabo è una frazione (Ortsteil) della città tedesca di Jessen (Elster), nel Land della Sassonia-Anhalt.

## Storia
Il 1º gennaio 1992 il comune di Grabo venne soppresso e aggregato alla città di Jessen (Elster).